# Kiçik Pirəlli
Kiçik Pirəlli è un comune dell'Azerbaigian situato nel distretto di Qəbələ. Conta una popolazione di 703 abitanti.